# Rittermäß
Das Rittermäß war ein Getreidemaß im schweizerischen Kanton Solothurn.
Es bestand neben den allgemein gebräuchlichen Mäß mit 13,5 Liter und wich stark in der Größe ab. Das gebräuchliche Mäß war gestaffelt in 1 Mäß = 4 Immi = 8 Achtelmäß = 16 Batzendingli = 667 ⅔ Pariser Kubikzoll = 13,5 Liter
- 1 Rittermäß = 915 Pariser Kubikzoll = 18,15 Liter[1]
- 1 Rittermäß = 914,917 Pariser Kubikzoll = 18,1497 Liter[2]